# Kodak Black
Bill Kahan Kapri (Pompano Beach, Florida, Verenigde Staten, 11 juni 1997), professioneel bekend als Kodak Black  is een Amerikaanse rapper. Hij kreeg de eerste erkenning na de release van zijn nummer "No Flockin" uit 2014. Atlantic Records bracht het jaar daarop "No Flockin" opnieuw uit als zijn debuutsingle, waar het zijn eerste vermelding in de Billboard Hot 100 markeerde. Een vervolgsingle uit 2017, "Tunnel Vision", zou verder succes behalen op nummer zes in de Hot 100, voorafgaand aan zijn debuutalbum, Painting Pictures (2017). Het album piekte op nummer drie in de Billboard 200 en zag aanhoudend mainstream succes met zijn opvolger, Dying to Live (2018), terwijl het piekte op nummer één in de hitlijst. Dying to Live werd geleid door de single "Zeze" (met Travis Scott en Offset), die piekte op nummer twee in de Billboard Hot 100.

## Jeugd
Kodak Black werd geboren als Dieuson Octave, als zoon van de Haïtiaanse immigrant Marcelene Octave. Later veranderde hij wettelijk zijn naam in Bill Kahan Kapri. Kodak Black werd opgevoed door zijn moeder in Golden Acres, een volkshuisvestingsproject in Pompano Beach.

## Filantropie
Op 1 oktober 2018 schonk Kodak Black $10.000 aan het Jack and Jill Children's Center. In november 2018 maakte Kodak Black bekend dat hij een school aan het bouwen was in Haïti.